# Manuel Barrios Casares
Manuel Barrios Casares (Sevilla, 18 de mayo de 1960) es un filósofo, profesor universitario, escritor y traductor español. Es hijo de Manuel Barrios Gutiérrez.
Se le considera uno de los grandes especialistas españoles en la obra de Nietzsche y un referente de la genealogía de la modernidad y la filosofía española.

## Trayectoria
Hijo del periodista, ensayista y escritor español Manuel Barrios Gutiérrez, Manuel Barrios Casares es catedrático de Metafísica de la Universidad de Sevilla. Ha sido miembro del proyecto nacional de I+D+i responsable de la edición de las "Obras Completas" de Nietzsche en castellano y anteriormente de los "Fragmentos Póstumos" del filósofo alemán (años 1875 a 1879) en editorial Tecnos. Es miembro fundador de la Sociedad Española de Estudios sobre F. Nietzsche (SEDEN). Pertenece al consejo consultivo de la revista Estudios Nietzsche y al grupo internacional de investigación Hypernietzsche. Ha sido decano de la Facultad de Filosofía de la Universidad de Sevilla entre 2009 y 2017. Premio Extraordinario de Licenciatura (1984) y Premio Extraordinario de Doctorado del área de Humanidades de la Universidad de Sevilla (1990), becario de Plan de Formación de Personal Investigador del Ministerio de Educación y Ciencia, amplió estudios en la Ludwig-Maximilians Universität de Múnich. Formó parte del grupo de jóvenes licenciados en filosofía de la US que en 1985 fundaron, bajo la dirección de su compañero Juan Antonio Rodríguez Tous, Er, revista de filosofía (1985-2000), de la que fue director. Ha colaborado en numerosas revistas especializadas y en suplementos culturales de medios periodísticos como Diario de Sevilla. En la actualidad es colaborador del suplemento El Cultural del diario El Mundo. Durante su trayectoria como docente también ha participado en conferencias y ponencias sobre Nietzsche.
Estudioso de la genealogía de la modernidad con especial atención a sus derivas críticas y la hermenéutica hispánica e hispalense, pertenece a una generación filosófica que recibió la influencia del ensayismo de autores como Eugenio Trías o Fernando Savater, y que comenzó a publicar su obra en medio del generalizado clima intelectual posmoderno de los años noventa del siglo pasado. Barrios comparte inicialmente la desconfianza ante un modelo ilustrado de razón universalista demasiado abstracto y estilizado como para afrontar los conflictos de un mundo más complejo y globalizado como el nuestro; pero se distancia del tono de relativismo cultural propio de la vulgata posmoderna. A su juicio, pensadores como Hegel, Hölderlin o Nietzsche se han enfrentado ya a esa experiencia radical de falta de un fundamento firme de la existencia que se sigue tomando como definitoria de nuestra época y, en ese sentido, es preciso ajustar cuentas con la modernidad de un modo más matizado, reconociendo lo que nos separa de ella, pero también lo que de ella heredamos y merece la pena conservar.
«Consciente de la necesidad de adecuar el discurso filosófico al mundo contemporáneo, y de buscar vías de comunicación entre el filósofo y la plaza pública, el autor no comparte la tendencia estoica de reducir el filosofar a una labor de autoayuda y orientación para la vida cotidiana. Su convicción es que la filosofía no está para darnos recetas ni soluciones fáciles, sino para complicarnos la vida, para tomar distancia de lo obvio y reflejarlo –reflexionarlo– críticamente».

## Obra

### Libros
- La voluntad de poder como amor. Barcelona, Ediciones del Serbal (Colección Delos, 2), 1990, 160 pp.
- Hölderlin y Nietzsche, dos paradigmas intempestivos de la modernidad en contacto. Sevilla, Reflexión (Cuadernos de Reflexión 1), 1992.
- Voluntad de lo trágico. El concepto nietzscheano de voluntad a partir de "El nacimiento de la tragedia". Sevilla, Ed. A. Er/Reflexión, 1993.
- Narrar el abismo. Ensayos sobre Nietzsche, Hölderlin y la disolución del clasicismo. Valencia, Pre-textos, 2001.
- Voluntad de lo trágico. El concepto nietzscheano de voluntad a partir de "El nacimiento de la tragedia". Madrid, Biblioteca Nueva, 2002. Añade Prólogo a la 2ª edición y bibliografía.
- La voluntad de poder como amor. Nueva Edición: Madrid, Arena Libros, 2006: añade Prólogo de Eugenio Trías, nota del autor a la nueva edición y Apéndice: “los infortunios de la virtud que hace regalos”.
- La vida como ensayo. Experiencia e Historia en la narrativa de Milan Kundera. Sevilla, Fénix Editora, 2010.
- Nietzsche y la curvatura de la lustración. Córdoba (Argentina), Editorial Brujas, 2019.
- Tentativas sobre Nietzsche. Madrid, Abada Editores, 2019.[4]
- La vida como ensayo, y otros ensayos. Kundera, Benjamin, Ortega. Athenaica, 2022.[12]

### Libros en calidad de editor científico
- Barrios Casares, M. (ed.), Pensar (en) el nihilismo. Sevilla, Reflexión, revista de filosofía, 2, 1997.
- Sevilla Fernández, José M. y Barrios Casares, M. (eds.) Metáfora y discurso filosófico. Madrid, Tecnos, 2000.
- Barrios Casares, M. (ed.), Schiller. El giro hacia la Estética en los inicios del Idealismo alemán, Reflexión, revista de filosofía, 4. Sevilla, Fénix Editora, 2012.Libros en calidad de editor científico

### Ediciones de textos
- J. Ch. Friedrich Hölderlin, Fragmento de Hiperión. Sevilla, A. Er (Colección Er de Textos Clásicos, 1), 1986, XVI + 82 pp. Nueva edición: añade "Sobre la recepción filosófica de Hölderlin en España" y revisión del texto: Athenaica Ediciones Universitarias, 2016.
- Friedrich Nietzsche, Fragmentos póstumos (1875-1882). Volumen II. Edición de Manuel Barrios y Jaime Aspiunza. Madrid, Tecnos, 2008.
- Friedrich Nietzsche, Sabiduría para pasado mañana. Antología de Fragmentos póstumos (1869-1889). Edición de J. Aspiunza, M. Barrios, J. Conil, J. B. Llnares, D. Sánchez Meca, D.; L. E. Santiago Guervós y J. L Vermal. Madrid, Tecnos, 2009.
- Friedrich Nietzsche, «Introducción al estudio de los Diálogos de Platón (1871-1876)»; en:  Friedrich Nietzsche, Obras Completas. Volumen II: Escritos Filológicos. Edición dirigida por Diego Sánchez Meca. Traducción, introducciones y notas de: Manuel Barrios, Alejandro Martín, Diego Sánchez Meca, Luis E. de Santiago y Juan Luis Vermal.  Madrid, Tecnos, 2013, pp. 318-326 y 441-562.
- Friedrich Nietzsche, «Ecce Homo. Cómo llega uno a ser lo que es»; en:  Friedrich Nietzsche, Obras Completas. Volumen IV: Obras de madurez. Edición dirigida por Diego Sánchez Meca. Traducción, introducciones y notas de: Jaime Aspiunza, Manuel Barrios, Alejandro Martín, Diego Sánchez Meca, Joan Llinares.  Madrid, Tecnos, 2016.
- Friedrich Nietzsche, «Nietzsche contra Wagner. Documentos de un psicólogo»; en: Friedrich Nietzsche, Obras Completas. Volumen IV: Obras de madurez. Edición dirigida por Diego Sánchez Meca. Traducción, introducciones y notas de: Jaime Aspiunza, Manuel Barrios, Alejandro Martín, Diego Sánchez Meca, Joan Llinares.  Madrid, Tecnos, 2016.
- Friedrich Nietzsche, Ecce Homo. Cómo llega uno a ser lo que es. Madrid, Tecnos, 2017. Traducción, introducción y notas de Manuel Barrios Casares.
- Friedrich Nietzsche, Introducción al estudio de los Diálogos de Platón. Madrid, Tecnos, 2019.
- Hugo Ball, Nietzsche en Basilea (seguido de la conferencia Kandinsky). Edición, estudio preliminar, traducción y notas de Manuel Barrios Casares.[13]

### Artículos en revistas
- "Notas sobre la génesis de la episteme idealista en la Aufklärung: Lessing y Kant". Er, revista de Filosofía, n.º 2. Sevilla, Editorial Er, noviembre de 1985. Páginas: 105-124.
- "Los extravíos del sujeto. Acotaciones al Bildungsroman como género literario del Idealismo alemán". La Balsa de la Medusa, n.º 13. Madrid, Editorial Visor, 1990. Páginas: 25-36.
- "La sombra de la montaña. Otra vuelta de tuerca a dos lecciones de Adorno sobre Heidegger". Er, revista de Filosofía, n.º 11. Sevilla, Editorial Er, invierno de 1990/91. Páginas: 91-109.
- "Singladuras del pensar por mar abierto" /"Kursrichtung des Denkens auf offenem Meer"/ "Routes of the mind in the open sea". Anthropos. Revista de Documentación científica de la cultura. Número Especial en versión trilingüe sobre el ensayo filosófico español con motivo de la Feria Internacional del libro de Frankfurt 1991. Barcelona, Anthropos. julio de 1991. Páginas: 75-82.
- "Los infortunios de la virtud que hace regalos". Er, revista de Filosofía, n.º 14. Sevilla, Editorial Er, 1992. Páginas: 35-55.
- "Hegel, una interpretación del platonismo". Anales del seminario de metafísica de la Universidad Complutense, n.º 29. Madrid, Publics. Universidad Complutense, 1995. Páginas: 125-148. https://web.archive.org/web/20100403010222/http://revistas.ucm.es/fsl/15756866/articulos/ASEM9595110125A.PDF
- "La mirada del instante". Sileno, variaciones sobre arte y pensamiento, 4: Número monográfico dedicado a Friedrich Hölderlin. Madrid, Identificación y Desarrollo, S.L., 1998. Páginas: 20-31.
- "El orden de la fábula". Cuadernos sobre Vico, 9. Sevilla, Publicaciones del Centro de Investigaciones sobre Vico de la Universidad de Sevilla, 1998, pp. 319–323.  https://web.archive.org/web/20100102202158/http://www.institucional.us.es/revistas/revistas/vico/pdf/numeros/vol.9-10/20.pdf
- "Nota sobre los comienzos de la disolución postmetafísica del platonismo en el Nietzsche ilustrado". Perspectivas nietzscheanas, n.º 5/6 (octubre de 1998). Buenos Aires, Eudeba, 1998, pp. 59–69.
- "Intelecto logificador y voluntad creadora en F. Nietzsche". Daimon, revista de filosofía, n.º 18 (enero-junio 99). Murcia, Publicaciones de la Universidad, 1999, pp. 99–111. http://revistas.um.es/index.php/daimon/article/view/10271/9901
- "Hegel, Kundera, Rorty". Er, revista de Filosofía, n.º 25. Barcelona, Ed. Literatura y Ciencia, 2000, pp. 11–45.
- "El más inquietante de todos nuestros cómplices". El Archipiélago. Cuadernos de crítica de la cultura, n.º 40. Barcelona, Ed. Archipiélago, 2000, pp. 70–73.
- "Nietzsche: de la Ateodicea a la genealogía". Ideas y valores, núm. 114 (diciembre de 2000). Dpto. Filosofía, Universidad Nacional de Colombia. Bogotá, pp. 20–34. http://www.revistas.unal.edu.co/index.php/idval/article/view/8782/9426
- "Otra Carta de despedida al humanismo". El Archipiélago. Cuadernos de crítica de la cultura, n.º 45. Barcelona, Ed. Archipiélago, 2001, pp. 92–98.
- "Pobreza de experiencia y narración. Un paseo por los alrededores de Walter Benjamin". El Archipiélago. Cuadernos de crítica de la cultura, n.º 50. Barcelona, Ed. Archipiélago, 2002, pp. 31–39.
- "O ‘giro retórico’ de Nietzsche". Cadernos Nietzsche, n.º 13. Sâo Paulo, Discurso Editorial/GEN. Grupo de Estudios Nietzsche del Dpto. Filosofia. Universidade Sâo Paulo, septiembre de 2002.
- "Adversidades de la Idea: la suerte de lo feo en la Estética idealista". Daimon: Revista de filosofía, ISSN 1130-0507, N.º 30, 2003 (Ejemplar dedicado a: Paideía. Filosofía y educación), pags. 133-138. http://revistas.um.es/index.php/daimon/article/view/13991/13511
- "Hacia el núcleo problemático de la razón". Cuadernos sobre Vico, ISSN 1130-7498, N.º. 15-16, 2003, pags. 330-332. http://institucional.us.es/revistas/vico/vol.15-16/art%2020.pdf (enlace roto disponible en Internet Archive; véase el historial, la primera versión y la última).
- "Volver a narrar". Letra Internacional, n.º 81. Madrid, Ed. Letra Internacional, 2003, pp. 70-72.
- "Presentación del libro Volver al mundo, de José Ángel González Sainz”. Minervae Beticae. Boletín de la Real Academia Sevillana de Buenas Letras. Segunda Época. Volumen 32. Sevilla, la Real Academia Sevillana de Buenas Letras, 2004, pp. 307–314.
- "El lugar de la arquitectura. Preámbulo a un posible diálogo entre arquitectura y filosofía, hoy". Neutra, revista de Arquitectura, n.º 11. Sevilla, Colegio Oficial de Arquitectos, 2004. P. 92.
- "Nietzsche y el retorno romántico a la naturaleza”. Estudios Nietzsche, 5. Málaga, Sociedad Española de Estudios sobre Nietzsche, 2005. pp.: 33-66.
- "Quemar la imagen".Fedro, revista de estética y teoría de las artes. Número 3, junio de 2005. http://institucional.us.es/fedro/uploads/pdf/n3/barrios.pdf Archivado el 21 de septiembre de 2019 en Wayback Machine.
- "Nihilismo y posthumanidad en la cultura contemporánea (Nietzsche frente a Sloterdijk)". Sibila. Revista de Arte, Música y literatura, 17. Sevilla, Sibila, enero de 2006, pp. 34–42.
- "¿Expulsar de nuevo al poeta? De arte y política en Nietzsche” Estudios Nietzsche, 7. Revista de la Sociedad Española de Estudios sobre Friedrich Nietzsche. Madrid, Editorial Trotta, 2007, pp. 11-36.
- "Primores democráticos de una vulgaridad reformada". Daimon, revista de filosofía, n.º 48 (septiembre-diciembre de 2009). Murcia, Publicaciones de la Universidad, 2009, pp. 217-222.
- "Jünger y la deriva de la interpretación heideggeriana de Nietzsche”. Estudios Nietzsche, 10. Revista de la Sociedad Española de Estudios sobre Friedrich Nietzsche. Madrid, Editorial Trotta, 2010, pp. 33-52.
- “Un nuevo arte en busca de personaje. Schiller y los límites del clasicismo”, en: M. Barrios Casares (ed.), Schiller. El giro hacia la estética en los inicios del idealismo alemán. Revista: Reflexión, una revista de filosofía, 4 (3ª época). Sevilla, Fénix Editora, 2012. ISSN 1130-5533, pp. 47-82.
- “Nachweis aus Carl Schaarschmidt, Die Sammlung der platonischen Schriften” (1866), en Nietzsche-Studien. Internationales Jahrbuch für die Nietzsche-Forschung, vol. 43 (2014), Berlín, Walter de Gruyter, (en prensa), pp. 195-199. ISSN (versión impresa) 0342-1422, DOI: 10.1515/nietzstu-2014-0121, November 2014. ISSN (versión en línea) 1613-0790.
- “Abrazado al caballo. Aspectos de la relación entre Nietzsche, el nihilismo y las vanguardias”, en Estudios Nietzsche, número 14. Revista de la Sociedad Española de Estudios sobre Friedrich Nietzsche. Madrid, Editorial Trotta, 2015, pp. 11-32. ISSN 1578-6676.
- “Niilismo e pós-humanidade na cultura contemporânea (Nietzsche contra Sloterdijk)”, en Cadernos Nietzsche, volumen 36, número 2 (2015). ISSN 2316-8242 (versión en línea). ISSN 1413-7755 (versión impresa).
- “La incidencia de la imagen de Grecia en la obra temprana de Hölderlin”, en Contrastes. Revista internacional de filosofía, vol. 22, n.º 3 (2017), pp. 121-137. DOI: https://doi.org/10.24310/Contrastescontrastes.v22i3.3760
- “’Filiación viquiana’. Reflejos de Vico y la tradición del humanismo retórico en Walter Benjamin”, en Cuadernos sobre Vico, número conmemorativo del XXV aniversario de la revista. N.º 30-31. Universidad de Sevilla, 2017, pp. 47-70.  http://institucional.us.es/cuadernosvico/uploads/cuadernos/n30-31/CSV30-31%20BARRIOS%2047-70.pdf
- “Nietzsche: una inflexión decisiva en el país de la discontinuidad”, en Estudios Nietzsche, número 18. Revista de la Sociedad Española de Estudios sobre Friedrich Nietzsche. Madrid, Editorial Trotta, 2018, pp. 13-28. ISSN 1578-6676.
- * “Mito sin ideología: Fellmann, Vico y Sorel”, en Cuadernos sobre Vico, n.º 33. Universidad de Sevilla, 2019, pp. 35-44. DOI: https://doi.org/10.12795/Vico.2019.i33.02.
- “Sorel: aprender de Vico”, en Cuadernos sobre Vico, n.º 33. Universidad de Sevilla, 2019, pp. 295-296. https://doi.org/10.12795/Vico.2019.i33.10.
- “Teoría, crítica y modernidad intempestiva en la estela de Hölderlin y Nietzsche”, en Theory Now. Journal of Literature, Critique and Thought, Vol. 4 Núm. 1 (2021), Monográfico: La teoría hoy I. Hacia una cartografía del pensamiento literario, Páginas 112-128. ISSN 2605-2822 ISSN-e 2605-2822. DOI: https://doi.org/10.30827/tnj.v4i1.16790.
- “’Una larga escala de jerarquía y diferencia de valor entre hombre y hombre’. Alcance y límites del agonismo político nietzscheano”, en Araucaria. Revista Iberoamericana de Filosofía, Política, Humanidades y Relaciones Internacionales, Año 23, n.º 46. Primer cuatrimestre de 2021, pp. 241-271. ISSN ed. impresa: 1575-6823 - ISSN ed.electrónica: 2340-2199. DOI: https://institucional.us.es/revistas/Araucaria/46/2.1.%20Monogr%C3%A1fico%201.%20Nietzsche/1._MBC.pdf
- “Presentación de Erich Auerbach, “Vico y el historicismo estético””, en Cuadernos sobre Vico, n.º 34. Universidad de Sevilla, 2020`, pp. 25-34. ISSN: 1130-7498. e-ISSN: 2697-0732. DOI: https://doi.org/10.12795/Vico.2020.i34.02.

### Estudios, reseñas y referencias
- Neus Aguado, “Hölderlin: la debilidad como fuerza creadora”, en La vanguardia., 9 de abril de 1987, pp. 48-49.
- Arturo Leyte, Reseña de M. Barrios, La voluntad de poder como amor; en Er, revista de filosofía, 11/12 (1991), pp. 343-345.
- Enesidemo (José Luis Villacañas), Id. en Daímon, revista de filosofía, 4 (1992), pp. 163-172.
- Andrés Tornos, Id. , en Pensamiento 49/195 (1993), 490-491.
- Mirta Hernández, “Una nueva valoración de la incidencia schopenhaueriana en el joven Nietzsche”; en Laguna, 2 (1994), pp. 199-204.
- Jacobo Muñoz, Reseña de Metáfora y discurso filosófico en El cultural, 29 de noviembre de 2000, 27.
- Francisco José Martin, id. en Archipiélago. Cuadernos de crítica de la cultura, 51 (2001), 136-137.
- Andrés Sánchez Pascual, Reseña de Narrar el abismo, en El cultural, 19 de diciembre de 2001, p. 17.
- Diego Sánchez Meca, “Dar voz al abismo”, en Archipiélago. Cuadernos de crítica de la cultura, 53 (2002), 117- 119.
- Juan Antonio Rodríguez Tous, reseña de Voluntad de lo trágico,Archipiélago. Cuadernos de crítica de la cultura, 55 (2003), 126-127.
- Javier Rodríguez Fernández, Reseña de Narrar el abismo; en Daimon, 25 (2002), 175-176.
- José Manuel Sevilla, Tramos de filosofía. Sevilla: Kronos, 2002, pp. 95-99.
- Juan Antonio González Márquez, “Manuel Barrios: una apuesta por la filosofía”; en Notas y ensayos críticos sobre historia del pensamiento español y otros escritos. Huelva, Diputación Provincial, 2003, pp. 159-172.
- Diego Sánchez Meca, “Nietzsche en España”, en Manuel Garrido, Nelson Orringer, Luis Valdés, Margarita Valdés (coords.), El legado filosófico español e iberoamericano del siglo XX. Madrid, Cátedra, 2009, pp. 962-964.
- Gonzalo Díaz, Antonio Heredia (comps.), Hombres y documentos de la filosofía española, volumen VIII-1 Addenda A-F. Granada, Comares, 2017, 325-334.
- Francisco Rodríguez Valls, Reseña de La vida como ensayo; en Thémata, 45 (2012), 553-555.
- Sergio Antoranz, “La maldición de los póstumos y la riqueza de Nietzsche”, en Logos. Anales del seminario de Metafísica44 (2011), 375-385.
- Gloria Luque Moya, Reseña de Tentativas sobre Nietzsche, en Estudios Nietzsche 19 (2019), 284-285.
- Inmaculada Hoyos Sánchez, “Tientos nietzscheanos, o el duende en la filosofía. A propósito de las Tentativas sobre Nietzschede Manuel Barrios Casares”, en Éndoxa: Series Filosóficas, 48, (2021), 339-351. UNED, Madrid.

### Entrevistas
- Margot Molina, Entrevista al autor en El País, edición Andalucía, 11 de mayo de 2003: "Andalucía es rica en material humano, pero muy individualista".
- José Gallego Espina, “La cultura europea no puede entenderse sin la filosofía”. [Entrevista al autor en El correo de Andalucía, 13 de julio de 2013].
- Carlos Mármol, “Entrevistas impertinentes: Manuel Barrios: “Nuestra clase política concibe la cultura como una mercancía”; en El Mundo, Sección Sevilla, 5 de agosto de 2013, p. 6.
- Luis Sánchez Molini, El rastro de la fama: Manuel Barrios [“Vivimos en una sociedad secuestrada por el miedo, asustada, que no se atreve”: Entrevista al autor en Diario de Sevilla, 10 de noviembre de 2013].
- Francisco Barraquero Maya, “Manuel Barrios, la filosofía como vocación que se alimenta de su propio entusiasmo [Entrevista al autor en el día mundial de la filosofía, 20 de noviembre de 2014 en Sevilla directo].